# Óscar López Águeda
Óscar López Águeda (ur. 7 kwietnia 1973 w Madrycie) – hiszpański polityk, działacz partyjny, parlamentarzysta, od 2024 minister transformacji cyfrowej i służb publicznych.

## Życiorys
Absolwent nauk politycznych na Uniwersytecie Complutense w Madrycie (ze specjalizacją w zakresie administracji publicznej i stosunków międzynarodowych). Działacz Hiszpańskiej Socjalistycznej Partii Robotniczej (PSOE). Pracował w grupie Partii Europejskich Socjalistów w Parlamencie Europejskim i w centrali PSOE. W latach 2004–2011 sprawował mandat posła do Kongresu Deputowanych. W 2008 został sekretarzem generalnym partii w Kastylii i Leónie. W 2011 bez powodzenia z ramienia socjalistów ubiegał się o urząd prezydenta tej wspólnoty autonomicznej. W latach 2011–2015 zasiadał w jej parlamencie regionalnym, w którym kierował frakcją swojego ugrupowania.
W 2011 był członkiem hiszpańskiego Senatu. W latach 2012–2014 pełnił funkcję sekretarza PSOE do spraw organizacyjnych. W 2015 powrócił do izby wyższej Kortezów Generalnych, w której zasiadał do 2018. Do 2016 przewodniczył senackiemu klubowi partii. W latach 2018–2021 był prezesem i dyrektorem generalnym państwowej sieci hoteli Paradores de Turismo de España. W 2021 powołany na dyrektora gabinetu prezydium rządu. W 2023 kolejny raz został wybrany w skład Kongresu Deputowanych; złożył jednak mandat jeszcze w tym samym roku.
We wrześniu 2024 objął urząd ministra transformacji cyfrowej i służb publicznych w trzecim gabinecie Pedra Sáncheza.